# Montagnieu (AOC)
Pour les articles homonymes, voir Montagnieu.
Le montagnieu est un vin français produit dans le nord du vignoble du Bugey, sur les communes de Montagnieu, de Seillonnaz et de Briord, dans le département de l'Ain.
Il s'agit d'une des dénominations géographiques au sein des appellations bugey et roussette du Bugey, dont le nom peut compléter celle des appellations sous les formes « bugey Montagnieu » (essentiellement en mousseux, avec quelques pétillants et rouges) et « roussette du Bugey Montagnieu » (uniquement mousseux).

## Histoire
Les vins du Bugey sont reconnus par l'INAO comme vins de qualité supérieure (VDQS) par l'arrêté du 11 juillet 1958, puis comme appellation d'origine contrôlée (AOC) par le décret du 20 octobre 2009. Le cahier des charges a été dernièrement modifié en septembre 2011, puis en novembre 2013.

### Étymologie
La dénomination porte le nom de la principale commune de l'aire de dénomination : Montagnieu.

## Situation géographique
Les vignes produisant le montagnieu se trouvent en France, dans la région Auvergne-Rhône-Alpes, plus précisément dans le département de l'Ain, à 30 kilomètres au sud-est d'Ambérieu-en-Bugey, sur la rive droite du Rhône.

### Géologie et orographie
Le montagnieu est produit sur des terrains argilo-calcaires lourds présentant beaucoup de cailloux. Dans certaines situations, la roche-mère affleure en surface, un calcaire blanc chargé d'ammonites et d'autres mollusques fossiles,.

### Climatologie
Le Haut-Bugey est constitué de plusieurs petites montagnes. Cette région, dont les précipitations moyennes sont de 1 000 mm/an, possède un climat aux influences océaniques mais les amplitudes de température élevées sont influencées par le voisinage de climats continentaux. Les hivers sont marqués par l'influence montagnarde, un peu adoucis par les dernières influences océaniques venant buter sur les montagnes, apportant des précipitations importantes au pied des reliefs.
La station météo d'Ambérieu-en-Bugey (à 250 mètres d'altitude) se trouve à la limite occidentale de l'aire de production. Ses valeurs climatiques de 1961 à 1990 sont : 
| Mois                              | jan. | fév. | mars  | avril | mai   | juin  | jui.  | août  | sep.  | oct.  | nov. | déc.  | année   |
| --------------------------------- | ---- | ---- | ----- | ----- | ----- | ----- | ----- | ----- | ----- | ----- | ---- | ----- | ------- |
| Température minimale moyenne (°C) | −1,7 | −0,3 | 1,4   | 4,2   | 8,3   | 11,2  | 13,4  | 12,9  | 10,5  | 7,1   | 2,3  | −0,8  | 5,7     |
| Température moyenne (°C)          | 1,8  | 3,7  | 6,4   | 9,6   | 13,8  | 17,1  | 19,8  | 19,1  | 16,3  | 11,8  | 6,1  | 2,5   | 10,7    |
| Température maximale moyenne (°C) | 5,3  | 7,8  | 11,4  | 15,1  | 19,3  | 23,1  | 26,2  | 25,3  | 22    | 16,4  | 9,9  | 5,7   | 15,6    |
| Ensoleillement (h)                | 53,4 | 81   | 130,5 | 167,2 | 199,6 | 230,9 | 273,9 | 236,2 | 183,2 | 119,9 | 65,1 | 46,3  | 1 787,2 |
| Précipitations (mm)               | 93,8 | 86,9 | 100,8 | 93,9  | 111,5 | 98,2  | 66,5  | 91,6  | 98,1  | 102,7 | 107  | 102,1 | 1 153   |

## Vignoble

### Présentation
Pour avoir la dénomination géographique montagnieu, la récolte des raisins, la vinification, l'élaboration, l'élevage et le conditionnement des vins mousseux et pétillants doivent être assurés sur le territoire des communes de Briord, Montagnieu et Seillonnaz, dans le département de l'Ain.
Le coteau sur lequel est planté la vigne forme un versant exposé d'abord au sud-ouest, puis plein sud, essentiellement à la limite entre le village de Montagnieu et le hameau de Vérizieu (sur la commune de Briord). [Quand ?]1,75 hectare est planté pour faire du vin rouge, 8 hectares pour du vin blanc, 22,1 hectares le sont pour faire du mousseux ou du pétillant. Selon les Douanes, la superficie revendiquée en 2023 sous l'appellation est de 22 hectares, dont 13,75 ha de bugey Montagnieu mousseux et 8,36 ha de roussette du Bugey Montagnieu (le rouge et le pétillant sont anecdotiques).

### Encépagement
Pour le bugey Montagnieu rouge, le seul cépage est la mondeuse noire N.
Pour le bugey Montagnieu mousseux ou pétillants, les cépages principaux sont l'altesse B, le chardonnay B et la mondeuse N (les trois doivent former ensemble ou séparément 70 % de l'encépagement),  complétés accessoirement par un peu de gamay N, de jacquère B, de molette B, et de pinot noir N.
Pour la roussette du Bugey Montagnieu, le cépage est l'altesse B.

### Rendements
Le rendement maximum en rouge est fixé à 53 hectolitres par hectare, avec un rendement butoir à 61 hectolitres par hectare ; les rendements en blanc sont de 53 et de 58 hectolitres par hectare, tandis que pour les mousseux et les pétillants les rendements sont bien supérieurs, respectivement 71 et 78 hectolitres par hectare. En 2023, le rendement moyen a été de 32 hl/ha pour la roussette du Bugey Montagnieu et de 59 hl/ha pour le bugey Montagnieu mousseux.

## Vins
[Quand ?]La production moyenne est de 105 hectolitres (un hectolitre (hl) = 100 litres = 133 bouteilles de 75 cl) de vin rouge, appelé « mondeuse de Montagnieu », de 1 530 hectolitres de vin mousseux ou pétillant, appelé « montagnieu méthode traditionnelle » et de 315 hectolitres de vin blanc, appelé « altesse de Montagnieu » ou « roussette du Bugey Montagnieu ». La production déclarée en 2023 a été d'un total de 1 086 hectolitres, dont 815 de bugey Montagnieu mousseux et 271 de roussette du Bugey Montagnieu.

### Vinification en rouge
Le raisin est mis entier dans la cuve où le jus va prendre la couleur de la peau du raisin, à une température de 15 °C : après trois jours, la couleur est rosée, après quinze jours elle est rouge. Durant cette période a lieu la première fermentation alcoolique, les levures transformant le sucre du jus en alcool.
Tout de suite après le soutirage, une deuxième fermentation s’enclenche, les bactéries malolactiques transforment l’acide malique en acide lactique. Ceci se fait sur une durée d'un à deux mois. L’embouteillage a lieu en mai. 

### Vinification en mousseux
Le raisin est pressé le jour même de la vendange et le jus est mis en cuve pour la première fermentation (fermentation alcoolique) pendant quinze jours. Puis jusqu'en avril, le vin peut être soutiré pour le séparer de ses lies.
En mai, le vin est embouteillé avec un ajout de levure et de sucre, ce qui permet une seconde fermentation en bouteille similaire à celle en cuve, dégageant du gaz carbonique (créant la mousse caractéristique). Les bouteilles sont alors remuées le col en bas, pour amasser le dépôt des levures mortes au bord du goulot. Après un élevage minimum de douze mois, a lieu le dégorgement, qui consiste à décapsuler la bouteille pour éjecter le dépôt, les pertes en liquide étant complété par une dose de sucre, selon le type de mousseux qu'on souhaite obtenir (brut, demi-sec, etc.). La bouteille est alors refermée avec un bouchon maintenu par un muselet.

### Vinification en blanc
Comme pour le mousseux, le raisin est pressé le jour même de la vendange et le jus est mis en cuve pour la première fermentation (fermentation alcoolique) pendant quinze jours. Puis jusqu'en avril, le vin peut être soutiré pour le séparer de ses lies.
En mai, le vin est embouteillé mais sans levure ni sucre.

### Titres alcoométriques
Les titres alcoométriques volumiques naturels minimum sont respectivement de 9,5 % vol. pour les rouges et de 9 % vol. pour les mousseux ou les pétillants.
Les titres alcoométriques volumiques totaux sont de 12,5 % vol. pour les rouges et de 12 % vol. pour les mousseux ou les pétillants.

### Terroir et vins
Le montagnieu rouge est tannique, il a besoin de quelques années de garde avant de s'adoucir.
Le montagnieu mousseux a des goût variant selon l'encépagement ; en général le goût d'amande et de fruits blancs du chardonnay domine.
La roussette de Montagnieu est plutôt sur les agrumes (pamplemousse), s'adoucissant en vieillissant (miel).

### Gastronomie
Le rouge ira avec du gibiers, des civets, des viandes en sauce ou des fromages forts ; le mousseux conviendra à l'apéritif (on le retrouve parfois dans les bouchons lyonnais) ; tandis que le blanc accompagnera les poissons et les fromages pas trop forts.

## Économie

### Commercialisation
Après les années 1950, des foires et des concours ayant montré qu'il y avait quelques bons cépages et vins dans le vignoble bugiste, quelques personnalités essayèrent de les mettre en valeur.
Face au développement de la vente directe et du tourisme dans le département, les premiers caveaux de dégustation s'ouvrirent dès le début des années 1960. Afin de faire connaître les vins, le syndicat des vins du Bugey se déplaça également sur divers salons et manifestations de la région et ses alentours. Ainsi certains vins du Bugey sont présents chaque année au Concours de la volaille de Bresse, au Concours des vins de France à Mâcon et au Concours général agricole de Paris. Il reste que les vins du Bugey sont presque uniquement connu localement, avec une vente en grande surface limitée au Lyonnais, au Genevois et à la Savoie.
En 2009, 95 % des vins sont commercialisés en vente directe essentiellement dans des exploitations familiales. Il subsiste deux maisons achetant des moûts à la propriété destinés pour l'essentiel à l'élaboration des vins mousseux et pétillants et représentant entre 7 et 8 % de la production. Trois entreprises s'occupent du négoce : Boisset (négociant bourguignon), Guigard (négociant bugiste) et Viallet (négociant savoyard). En outre, une dizaine d'exploitations viticoles disposent d'une licence de négociant parallèlement à leur statut de vigneron (Le caveau bugiste, le caveau des Demoiselles, la maison Duport, etc.),.

### Structure des exploitations
Le vignoble étant réduit et les produits peu connus, les exploitations sont toutes de petites tailles (en général moins de 5 hectares).

### Liste de producteurs
- Évelyne Arot, à Montagnieu ;
- GAEC Bonnard fils, à Seillonnaz ;
- Christian Borel, à Seillonnaz ;
- Maison Yves Duport, à Groslée[14] ;
- Domaine Duport Dumas (Jean-Philippe Dumas), à Groslée ;
- Caveau Nadia Froquet, à Seillonnaz ;
- Maison Pierre Guigard, à Groslée[11] ;
- Caveau Guy Laurencin, à Seillonnaz ;
- Caveau d'Oncin, à Montagnieu[15] ;
- Caveau Charlin Patrick à Groslée (Ain)
- Famille Peillot (Franck Peillot), à Montagnieu ;
- Domaine de Villeneuve (Philippe Perdrix), à Saint-Benoît[16].